# Sucker M.C.'s
"Sucker M.C.'s" (også kendt som "Krush-Groove 1" eller "Sucker M.C.'s (Krush-Groove 1)" og nogle gange stavet "Sucker MCs", "Sucker MC's" eller "Sucker M.C.s") er en sang af den amerikanske hiphop-gruppe Run-D.M.C.. Den blev første gang udgivet på kassettebånd som B-side til "It's like That". Den dobbeltsidede udgave markerede begyndelsen til Run-D.M.C.'s karriere som deres første single, og er bredt anerkendt som indvarslingen af den nye skole af hiphop-kunstnere med et gadeimage og en poleret og minimalistisk lyd, der skilte dem ud fra deres forgængere. Begge sange kom med på trioens debutalbum i 1984.